# ارباب‌ها
ارباب‌ها عنوان کتابی از ماریانو آزوئلا رمان‌نویس مکزیکی ، با ترجمهٔ سروش حبیبی نویسنده ایرانی است.

## خلاصه داستان
موضوع داستان در زمان حکومت کوتاه مادرو و عکس‌العمل سیاه هوئرتا می‌گذرد.صحنه داستان شهر کوچکی است در غرب مکزیک که تحت نفوذ و مالکیت خانواده تاجر و بانکداری است که انگل‌وار شیره جان مردم را می‌مکند و بر قدرت خود می‌افزایند. این خانواده که در رژیم پورفیریو دیاز به نعمت و قدرت رسیده است از هیچ وسیله‌ای هر قدر هم پلید و خبیث برای تحکیم موقعیت و حفظ منافع خود روگردان نیست.